# 浅黄胸大亭鸟
，是雀形目园丁鸟科的一种鸟类。
浅黄胸大亭鸟体重约156.4克，翼长约143.7毫米，嘴峰长约29.8毫米，喙宽度约7.5毫米，喙厚度约10.1毫米，跗蹠长约39.8毫米，尾长约112.9毫米。浅黄胸大亭鸟在其分布区内为留鸟，其栖息在半开放的灌木丛中，食性为杂食性。
浅黄胸大亭鸟分布于新几内亚和昆士兰北部的约克角半岛。该物种是单型物种，没有亚种分化。